# 段光
段 光（だん こう、生没年不詳）は、モンゴル帝国（大元ウルス）支配下の雲南における第9代大理総管。

## 生涯
後述する天暦の内乱の影響により段光前後の系譜は不明な点が多いが、「京兆郡夫人墓誌銘」の記述により段俊の息子で、段勝という兄がいたと推定されている。
史料上に明記されないが、当時の段氏では天暦の内乱において段俊が敗者の側（上都派）についたために没落し、勝者の側（大都派）に味方した段義の家が浮上していたようで、段俊の息子である段光もまたモンゴル政権と非友好的関係にあった。
経緯は不明であるが、後至元年間（1335年 - 1340年）ころよりモンゴル政権による段光への攻撃が始まり、緒戦では高蓬の寝返りにより敗戦を喫したが、段義は河尾関の戦いでモンゴル軍の侵攻を食い止めることができたという。その翌年、今度は段光側が張希嶠・楊生・張連らを派遣してモンゴル軍を攻めたが、「ただ3人のみが生き残った」と伝えられるほどの大敗を喫した。しかしさらに翌年には段光が攻めてきたモンゴル軍に大勝を収めたとされ、以後は大規模な武力衝突はなくなっていったようである。
この抗争がどのような帰結を迎えたかは定かではないが、これ以後段勝・段光兄弟と別家系の段功の家系が繁栄していることから、抗争を通じて段光の家系は没落してしまったようである。
諸史料は段光が1344年（至正4年）に没したとするがこれは疑わしく、「京兆郡大人墓誌銘」によって少なくとも1361年（辛丑/至正21年）まで存命であったことが分かる。また 1363年（至正23年）に四川の明玉珍が配下の万勝を雲南に派遣し、梁王バツァラワルミが敗走するという事件が起こったころも段光は存命であった。1372年（洪武5年）、洪武帝が雲南に派遣した詔書にも「平章段光・都元帥段勝」と言及されている。